# 壮族美术
壮族美术，是指壮族人民创造的绘画、雕刻、建筑、工艺美术等视觉艺术作品。壮族原始文化遗迹中，以桂南、桂西地区出土的大石铲为代表器形。石铲器身扁平，弧刃无锋，外观规整，造型均衡美观。古代美术中的绘画以左江崖壁画为其代表，画地达八十四处，其中五处属晚近期作品，另七十九处尚属战国早期至东汉的产物。崖壁画分布之广，地理环境之险，图像之多，画面之大，实属罕见。其古建筑多为干栏式。工艺制品中以铜鼓等青铜器见长，铜鼓主要为北流型、灵山型、冷水冲型，也称“三型铜鼓”。三型鼓的出现，标志着壮族祖先的青铜文化达到了鼎盛时期。其他青铜器有钱、鸟首伞状器、盘口鼎、羊角钮钟、扁茎短剑、注形器、筒、蔑刀、铜屋等。壮族的麻栏建筑与百越族中各族群的干阑建筑有着许多共同的特征。广西锦的织造是以丝质纬线决定图案与色彩的变化，以棉质经线作为图案的底面，织成后会出现一种粗放厚重、富有立体变化的艺术效果。其实用价值与艺术价值在壮族人的生活中均占有很高地位。人称此传统工艺品为“壮锦”。壮族服饰以简洁朴实为基因，配以华美精巧的壮锦作边饰，色彩对比强烈。壮文呈方形，故壮族民间称之为“方块字”，也有人称为“土字”或“土俗字”。保存完好的最早壮文见于上林的《六合坚固大宅颂碑》。当今，在壮族中已涌现出不少画家和雕塑家，儿童画家亚妮等的作品，在画坛引起轰动。还有不少优秀的国画、油画、版画、水粉画、雕塑等作品相继问世。民间农民画也颇流行。

## 早期绘画
广西贵县罗泊湾一号西汉墓出土的漆绘招魂升天图，是早期壮族地区绘画的代表。此图是用彩漆画在一件铜筒的外围。铜筒高41．8厘米，自上而下绘有四段人物的图画，各段既自成一幅，被此又连贯相通。第一段，描绘两位方士相向跪坐，默念咒语，作丧葬祭把的姿态，给墓主人超度灵魂升天。两人之间画了些符号化的扶桑树，象征东方天国。另一头，画墓主人在捶打一只温良的狗。据记载，邀神下凡，楚人是用猪、牛，越人则是用狗、鸡。画师意图明显，即示墓主人生前就有敬神的心愿。第二段，画两个女子向巫师跪拜，中间有高盆、鱼篓等物，表现巫师给殉葬者举行招魂仪式。另一头绘巫师骑云豹驾雾，绘巫师向闭目平躺的墓主人念咒语，再配以猫头鹰、大老鼠等阳问之物，表明墓主人已死并向天堂引升灵魂。第三段，绘墓主人在巫师的默念声中，向上天雀跃狂奔，表现墓主人正在升天途中的情景。还画有明确指向的东西，表明墓主人升天的方向，画面洋溢着欢快送别的气氛。第四段，绘墓主人飘然自若，立于彩云仙境之中，巫师立于其旁，供缉道贺，凤鸟起舞俸场，而狗却被把守天门的怪兽拒挡门外。
同一汉墓中还出土了漆绘猎头图。此图是用黑漆绘在一个铜盆6外围。共出土4件，有3件尚保存清晰的图画。铜盆i10一17厘米，口径44—65厘米。盆口沿有4个铺首衔环，在4个铺首之间，分别绘有4组人物生活图，其内容为议事、战争、猎头、斗兽，可能是墓主人生前的生活写照。猎头，即是将人头砍下，作祭招供品，可见此画是反映野蛮的战争。

## 铜鼓

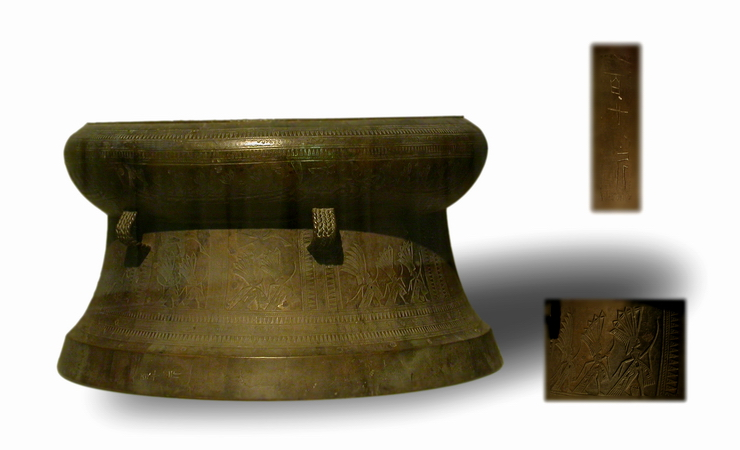
出土於贵港罗泊湾的一面铜鼓

铜鼓是壮族青铜器的代表。经学者们考证，认为骆越人曾使用过石寨山型铜鼓；僚人是冷水冲型和遵义型铜鼓的铸造者和使用者；北流型早期和中期鼓的主人是西瓯人；北流型晚期鼓和灵山型鼓是於浒人和俚人的文化遗物；而麻江型铜鼓则为僮人所用，至今仍沿用。
铜鼓的外形本身就是一件精美的造型艺术。无底腹空，腰曲胸鼓。鼓面为重点装饰部分，中心常配以太阳纹，外围则以晕圈装饰，与鼓边接近的团带上铸着精美的圆雕装饰物，最多的是青蛙，其次有骑士、牛、龟、鸟等。造型夸张、雄强、有力、庄重耐看。鼓胸、鼓腰也配有许多具有浓郁装饰性的绘画图案。鼓足则空留素底，造成一种疏密、虚实相间，相得益彰的效果。这些图像都在模坯上用楼刻或压印技术制作而成，采用线地浮雕的技法，画像传神简洁，线条刚劲有力。画像纹饰大抵分物像纹饰、图案纹饰两类。物像纹饰有太阳纹、翔骂纹、鹿纹、龙舟竞渡纹和羽人舞蹈纹等；图案纹饰有云雷纹、圆圈纹、钱纹和席纹等。这些图像纹饰往往以重复或轮换的形象、构图出现，产生强烈的整体艺术效果，表现出合理的装饰布局。鼓胸装饰带的图像有长卷形式，而鼓腰装饰则相对独立。

## 花山壁画
花山崖画是壮族先民崖画艺术的代表，其画面高44米，宽170米，是中国现存最大的一幅崖壁画。画面从距山脚2米开始绘制，而以5—20米高的中间部分的画像最多。崖画大部分描绘着不同的人物形态，至今仍能清晰可辨的约有1300多个，最大的高达2米，最小的不到0.3米，多数人物在0.6至1.5米之间。人物旁边、顶部或脚下多配有物件或动物，共同构成花山的全部壁画。所绘人物均为裸体，形象淳朴，形态各异。正中有一个腰挂刀剑、头上有兽形装饰、配有坐骑的数米高巨人，威风凛凛地站在那里观看弄鼓击乐狂歌纵舞的人群，估计为领袖或指挥官。其余人物多取正面，双管平伸上举，腿曲作骑马蹲挡式，好似舞蹈动作的一瞬间；也有少数侧面人物，多数难辨性别。纵观全面，画面表现的是某种祭把活动的场面，但具体内容所指，目前有不同的看法。花山崖画系用软刷类工具调红颜色画成，用笔租犷有力，古朴稚拙，群像生动，构图饱满，求密讲势。画壁于河弯处的峡谷陡崖之上，在阳光照耀和水光反映下，放出红色异彩，大气神秘。崖画无文字说明，关于制作时间，说法不一。有的认为是战国前期，有的认为是汉代遗物，有的认为是唐宋西原蛮人遗物。

## 明清石雕
陵墓雕刻明清时期盛行于壮族地区。主要为土司陵墓设计。采用石雕群的形式，以动物为多，计有石狮、石马、石羊、石龟、怪兽和石涌等。这种石雕刀工姻熟、苍劲流畅，雕、磨、阴、阳手法并用，造型既写实又夸张传神，有很强的艺术感染力。

## 当代版画
云南省马关县仁和乡河峨新寨的农民版画，在当代壮族绘画中有一定地位。它始于1974年，在文山州群众艺术馆美术辅导干部指导下形成。其特点是单线阴刻，黑白分明，质朴率真。作品计10余次参加州美展，1979年参加全国性展出，广为报刊选用。曾有两批作品计20余件应邀赴日本展出，产生一定影响。